# Arcidiocesi di San José de Costa Rica
L'arcidiocesi di San José de Costa Rica (in latino Archidioecesis Sancti Iosephi in Costarica) è una sede metropolitana della Chiesa cattolica in Costa Rica. Nel 2022 contava 1.552.000 battezzati su 2.184.000 abitanti. È retta dall'arcivescovo José Rafael Quirós Quirós.

## Territorio
L'arcidiocesi comprende parte delle province costaricane di San José, di Cartago e di Heredia.
Sede arcivescovile è la città di San José, capitale della repubblica della Costa Rica, dove si trova la cattedrale di San Giuseppe.
Il territorio è suddiviso in 107 parrocchie.
La provincia ecclesiastica San José de Costa Rica comprende tutte le diocesi suffraganee della Chiesa cattolica in Costa Rica.

## Storia
La diocesi di San José fu eretta il 28 febbraio 1850 con la bolla Christianae religionis auctor di papa Pio IX, ricavandone il territorio dalla diocesi di León en Nicaragua. Originariamente era l'unica diocesi di tutta la Costa Rica ed era suffraganea dell'arcidiocesi di Santiago di Guatemala.
Il 16 febbraio 1921 in forza della bolla Praedecessorum Nostrorum di papa Benedetto XV ha ceduto porzioni del suo territorio a vantaggio dell'erezione della diocesi di Alajuela e del vicariato apostolico di Limón (oggi diocesi) e contestualmente è stata elevata al rango di arcidiocesi metropolitana.
Il 19 agosto 1954 ha ceduto altre porzioni di territorio a vantaggio dell'erezione della diocesi di San Isidro de El General.
Il 21 agosto 1961 ha ceduto ulteriori porzioni di territorio a vantaggio delle diocesi di Alajuela e di Limón.
Nel 1981 ha ottenuto il territorio del cantone di Turrubares dalla diocesi di Alajuela.
il 24 maggio 2005 ha ceduto ancora porzioni di territorio a vantaggio dell'erezione della diocesi di Cartago.

## Cronotassi dei vescovi
Si omettono i periodi di sede vacante non superiori ai 2 anni o non storicamente accertati.
- Anselmo Llorente y La Fuente † (10 aprile 1851 - 23 settembre 1871 deceduto)
  - Sede vacante (1871-1880)
- Bernardo Augusto Thiel Hoffman, C.M. † (27 febbraio 1880 - 9 settembre 1901 deceduto)
  - Sede vacante (1901-1904)
- Juan Gaspar Stork, C.M. † (1º giugno 1904 - 12 dicembre 1920 deceduto)
- Rafael Otón Castro Jiménez † (10 marzo 1921 - 14 dicembre 1939 deceduto)
- Víctor Manuel Sanabria Martínez † (7 marzo 1940 - 8 giugno 1952 deceduto)
- Rubén Odio Herrera † (31 ottobre 1952 - 28 agosto 1959 deceduto)
- Carlos Humberto Rodríguez Quirós † (5 maggio 1960 - 24 marzo 1979 dimesso)
- Román Arrieta Villalobos † (2 luglio 1979 - 13 luglio 2002 ritirato)
- Hugo Barrantes Ureña † (13 luglio 2002 - 4 luglio 2013 ritirato)
- José Rafael Quirós Quirós, dal 4 luglio 2013

## Statistiche
L'arcidiocesi nel 2022 su una popolazione di 2.184.000 persone contava 1.552.000 battezzati, corrispondenti al 71,1% del totale.
| anno | popolazione | popolazione | popolazione | presbiteri | presbiteri | presbiteri | presbiteri                | diaconi | religiosi | religiosi | parrocchie |
| anno | battezzati  | totale      | %           | numero     | secolari   | regolari   | battezzati per presbitero | diaconi | uomini    | donne     | parrocchie |
| ---- | ----------- | ----------- | ----------- | ---------- | ---------- | ---------- | ------------------------- | ------- | --------- | --------- | ---------- |
| 1949 | 449.000     | 450.048     | 99,8        | 112        | 71         | 41         | 4.008                     |         | 41        | 280       | 47         |
| 1966 | 579.856     | 597.856     | 97,0        | 218        | 109        | 109        | 2.659                     |         | 135       | 660       | 60         |
| 1970 | 742.746     | 757.904     | 98,0        | 241        | 130        | 111        | 3.081                     |         | 141       | 725       | 65         |
| 1976 | 885.066     | 903.129     | 98,0        | 236        | 144        | 92         | 3.750                     |         | 144       | 631       | 72         |
| 1980 | 800.000     | 940.000     | 85,1        | 261        | 151        | 110        | 3.065                     |         | 125       | 602       | 83         |
| 1990 | 1.350.000   | 1.500.000   | 90,0        | 348        | 215        | 133        | 3.879                     |         | 260       | 630       | 107        |
| 1999 | 2.334.636   | 2.683.490   | 87,0        | 368        | 252        | 116        | 6.344                     |         | 241       | 584       | 120        |
| 2000 | 2.345.036   | 2.726.786   | 86,0        | 372        | 270        | 102        | 6.303                     |         | 206       | 535       | 124        |
| 2001 | 2.347.623   | 2.761.910   | 85,0        | 376        | 289        | 87         | 6.243                     |         | 195       | 526       | 127        |
| 2002 | 2.375.019   | 2.794.140   | 85,0        | 363        | 272        | 91         | 6.542                     |         | 187       | 522       | 131        |
| 2003 | 1.812.945   | 2.132.877   | 85,0        | 364        | 273        | 91         | 4.980                     |         | 159       | 522       | 134        |
| 2004 | 1.621.800   | 1.930.714   | 84,0        | 395        | 260        | 135        | 4.105                     | 1       | 248       | 616       | 134        |
| 2010 | 1.168.000   | 1.566.000   | 74,6        | 339        | 241        | 98         | 3.445                     | 2       | 241       | 483       | 107        |
| 2014 | 1.414.000   | 2.015.000   | 70,2        | 342        | 244        | 98         | 4.134                     |         | 252       | 476       | 107        |
| 2017 | 1.468.800   | 2.066.500   | 71,1        | 363        | 251        | 112        | 4.046                     | 19      | 316       | 615       | 107        |
| 2020 | 1.519.860   | 2.138.345   | 71,1        | 372        | 260        | 112        | 4.085                     | 21      | 278       | 383       | 107        |
| 2022 | 1.552.000   | 2.184.000   | 71,1        | 395        | 288        | 107        | 3.929                     | 21      | 244       | 395       | 107        |